# کی کالان
کی کالان (به انگلیسی: K Callan) (زاده ۹ ژانویهٔ ۱۹۳۶) بازیگر آمریکایی است.
از فیلم‌هایی که وی در آن نقش داشته‌است می‌توان به ژیگولوی آمریکایی و تغییر فصل اشاره کرد.